# Yoshihiro Yamazaki
Yoshihiro Yamazaki ( Yamazaki Yoshihiro?) (20 de octubre de 1970) es un luchador profesional japonés, más conocido por su nombre artístico Tiger Mask. Yamazaki es en la actualidad el cuarto luchador en haber utilizado dicho alias, durante su larga carrera en la New Japan Pro-Wrestling.

## Carrera
Durante su juventud, Yamazaki entrenó en artes marciales mixtas en la empresa Shooto, donde conoció a Satoru Sayama. Interesado en la lucha libre profesional, Yoshihiro entrenó en dicha disciplina bajo la tutela de Sayama, quien decidió otorgarle la máscara y el nombre de Tiger Mask; de este modo, se convirtió en el siguiente luchador en llevar la máscara, el cuarto después de Tiger Mask II y Tiger Mask III y el primero oficialmente autorizado por Sayama. Yamazaki tuvo su debut el 17 de julio de 1995 en un evento producido por Koji Kitao, en el que luchó contra The Great Sasuke. Poco después, con la bendición de Sayama, Tiger Mask IV se incorporó a Michinoku Pro Wrestling, la empresa de Sasuke.

### Michinoku Pro Wrestling (1995-2000)
Al poco de llegar a Michinoku Pro Wrestling, Yamazaki se convirtió en uno de los mayores face de la compañía e hizo equipo con The Great Sasuke y Gran Hamada para enfrentarse al stable heel Kaientai DX. Tiger Mask IV siguió compitiendo el resto de 1996 con gran éxito, eventualmente reencontrándose con su maestro, Original Tiger Mask, en un combate durante el Rikidozan Memorial, el cual terminó en empate. También luchó para el Consejo Mundial de Lucha Libre, luchando contra Felino en la primera ronda del Gran Prix 1996 y siendo eliminado. El 23 de septiembre de ese mismo año, Tiger compitió contra Mens Teioh en una contienda por el vacante UWA World Middleweight Championship, ganando y coronándose como campeón. A partir de 1997, Tiger Mask empezó a diversificar sus apariciones, además de en Michinoku Pro. Gracias a su trasfondo en artes marciales, peleó en la compañía de shoot-style BattlARTS representando a MPW, y también tuvo pequeñas participaciones en la empresa estadounidense Extreme Championship Wrestling. En agosto de 1998, Tiger Mask compitió en la primera Fukumen World League, una liga de élite para luchadores enmascarados celebrada en Michinoki Pro, derrotando a The Great Sasuke y Dos Caras para ganar el torneo.
A finales de 1999, un grupo de heels procedente de Toryumon Japan llamado Crazy MAX invadió (kayfabe) Michinoku Pro, y Tiger Mask IV entró en una rivalidad con uno de sus miembros, SUWA. Por ello, Tiger comenzó a competir en Toryumon Japan, haciendo equipo con faces autóctonos como Dragon Kid y Masaaki Mochizuki. A la vez, fue parte del torneo Super J Cup 2000, pero esta vez no logró ganar, siendo eliminado por Jushin Thunder Liger. De vuelta en Toryumon Japan, él, Sasuke y Gran Hamada hicieron trío para retar a Crazy MAX por el UWA World Trios Championship, sin éxito. En 2002, New Japan Pro-Wrestling, la mayor empresa de lucha de Japón por entonces, ofreció un contrato a Yamazaki, el cual aceptó. Por ello, se le organizó una despedida en Michinoku Pro, y poco después abandonó la empresa.

## En lucha
- Movimientos finales
  - Tiger Suplex[1][2][3] (Bridging double chickenwing suplex)
  - Tiger Driver[3] (Sitout double underhook powerbomb, a veces desde una posición elevada)[3]
  - Destroy Suplex[2] (Bridging wrist-clutch chickenwing suplex) - 2009-presente
  - Double underhook superplex[1][3]
  - Crossface chickenwing[2][3]
  - Scissored armbar[4] - 2011
  - Diving headbutt[5]

- Movimientos de firma
  - Cartwheel crossbody[6]
  - Cross armbar
  - Diving plancha[3]
  - Front chancery DDT
  - Hurricanrana
  - Kneeling belly to belly piledriver
  - Rounding moonsault[1]
  - Sleeper hold[3]
  - Standing moonsault double knee drop[3]
  - Suicide dive[3]
  - Tiger feint
  - Tilt-a-whirl backbreaker
  - Varios tipos de kick:
    - Tiger Wall Flip[3] (Corner backflip drop)
    - Drop,[6] a veces desde una posición elevada
    - Jumping back[6]
    - Roundhouse a la cabeza del oponente
    - Shoot
    - Spin

  - Varios tipos de suplex:
  - Millennium Suplex[1][2][3] (Bridging crossface chickenwing) - innovado
    - Belly to back, a veces desde una posición elevada
    - Bridging German
    - Double underhook
    - *** Overhead belly to belly
    - Release double chickenwing
    - Release high-angle German

- Apodos
  - "The Golden Tiger"[2]
  - "Yellow Devil"[2]

## Campeonatos y logros
- Michinoku Pro Wrestling
  - British Commonwealth Junior Heavyweight Championship (2 veces)
  - Apex of Triangle Six–Man Tag Team Championship (1 vez) - con Gran Hamada & The Great Sasuke
  - Fukumen World League (1999)
  - Fukumen World League (2007)
  - Futaritabi Tag Team League (2000) - con Gran Hamada

- New Japan Pro-Wrestling
  - IWGP Junior Heavyweight Championship (6 veces)
  - IWGP Junior Heavyweight Tag Team Championship (2 veces) – con Jushin Thunder Liger (1 vez) y Robbie Eagles (1 vez)
  - NWA World Junior Heavyweight Championship (1 vez)
  - Best of the Super Juniors XI (2004)
  - Best of the Super Juniors XII (2005)
  - Junior Heavyweight MVP Award (2005)

- Pro Wrestling NOAH
  - GHC Junior Heavyweight Tag Team Championship (1 vez) - con Koji Kanemoto

- Universal Wrestling Association
  - UWA World Middleweight Championship (1 vez)

- Pro Wrestling Illustrated
  - Situado en el N°247 en los PWI 500 de 1994[7]
  - Situado en el N°274 en los PWI 500 de 1997[8]
  - Situado en el N°140 en los PWI 500 de 1998[9]
  - Situado en el N°135 en los PWI 500 de 1999[10]
  - Situado en el N°67 en los PWI 500 de 2000[11]
  - Situado en el N°76 en los PWI 500 de 2001[12]
  - Situado en el N°79 en los PWI 500 de 2002[13]
  - Situado en el N°89 en los PWI 500 de 2003[14]
  - Situado en el N°84 en los PWI 500 de 2004[15]
  - Situado en el N°21 en los PWI 500 de 2005[16]
  - Situado en el N°31 en los PWI 500 de 2006[17]
  - Situado en el N°69 en los PWI 500 de 2007[18]
  - Situado en el N°207 en los PWI 500 de 2008[19]
  - Situado en el Nº103 en los PWI 500 de 2009[20]
  - Situado en el Nº233 en los PWI 500 de 2010[21]